# 伊賀市
伊賀市（日语：／ Iga shi */?）是位於日本三重縣西北部的城市；轄區位於上野盆地的北部，東北部為鈴鹿山脈，西北部為信樂台地，西南部為大和高原，東南部為布引山地。
由於過去為伊賀流忍者的發源地，忍者也成為伊賀市的文化，例如將忍者的動作及精神設計為一套當地體操在市內推廣，毎年四月至五月舉辦伊賀上野忍者慶典，慶典期間市政府的職員都會穿忍者服上班。

## 人口
| 伊賀市人口分布圖 |                                               |  |
| 伊賀市與日本全國年齡別人口分布比較圖 （2005年資料） | 伊賀市的年齡、男女別人口分布圖 （2005年資料） |  |
| ■紫色是伊賀市 ■綠色是全国 | ■藍色是男性 ■紅色是女性                       |  |
| 伊賀市人口變化 \| 1970年 \| 92,841人 \| \| \| 1975年 \| 94,399人 \| \| \| 1980年 \| 95,582人 \| \| \| 1985年 \| 96,846人 \| \| \| 1990年 \| 97,752人 \| \| \| 1995年 \| 101,435人 \| \| \| 2000年 \| 101,527人 \| \| \| 2005年 \| 100,623人 \| \| \| 2010年 \| 97,207人 \| \| \| 2015年 \| 90,581人 \| \| \| 2020年 \| 88,766人 \| \| |                                               |  |
| 資料來源：日本總務省統計中心提供之人口普查數據 |                                               |  |
| 1970年 | 92,841人                                      |  |
| 1975年 | 94,399人                                      |  |
| 1980年 | 95,582人                                      |  |
| 1985年 | 96,846人                                      |  |
| 1990年 | 97,752人                                      |  |
| 1995年 | 101,435人                                     |  |
| 2000年 | 101,527人                                     |  |
| 2005年 | 100,623人                                     |  |
| 2010年 | 97,207人                                      |  |
| 2015年 | 90,581人                                      |  |
| 2020年 | 88,766人                                      |  |

## 歷史

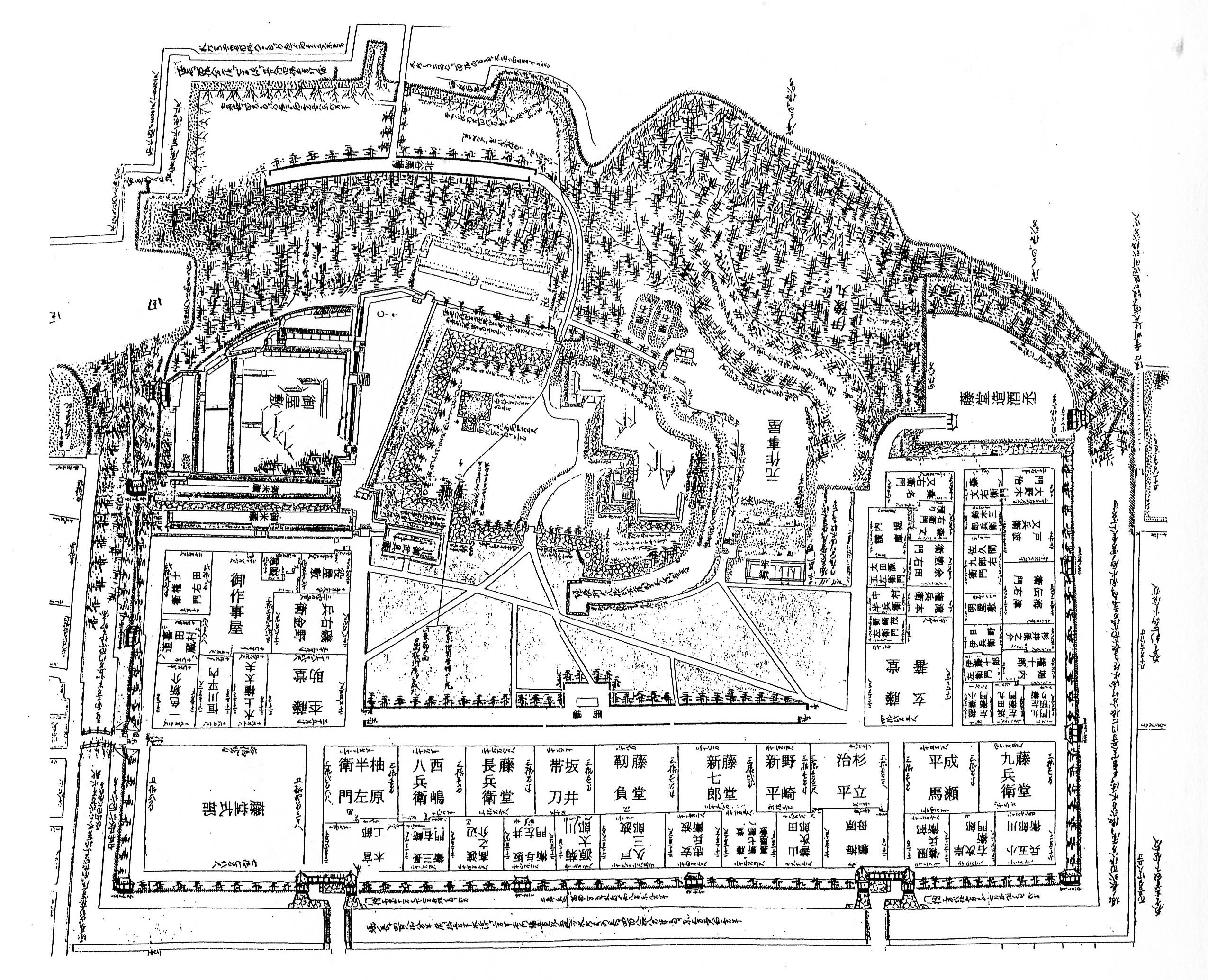
上野城繪圖

過去在令制國時代屬於伊賀國，由於位於大和至伊勢的路上，在八世紀前曾是宿場，包括飛鳥時代、奈良時代、平安時代，長期受到京城文化的影響；八世紀後由於東大寺在本地設立的莊園，人口開始成長，14世紀後被各地方的小勢力所割據，大致上東部為近江的六角氏所掌控，西部則屬於仁木氏的勢力範圍；1581年的天正伊賀之亂後由織田信長所控制，1585年筒井定次受封於此並興建上野城，成為伊賀上野藩的領地，但在1615年改劃入津藩；同一年雖然江戶幕府頒布了一國一城令，但由於津藩的領地同時包括伊勢國及伊賀國，因此位於伊賀國的上野城得以繼續保留，周邊地區也繼續以城下町的形勢發展。
19世紀末江戶時代結束實施廢藩置縣後改隸屬津縣，1872年的第一次府縣整併中被併入安濃津縣，三個月後安濃津縣即更名為三重縣。
1889年日本實施町村制，現今伊賀市的轄區在當時分屬上野町、小田村、花之木村、長田村、島原村、新居村、丸柱村、三田村、府中村、中瀨村、河合村、玉瀧村、鞆田村、東柘植村、西柘植村、壬生野村、山田村、布引村、阿波村、友生村、花垣村、古山村、豬田村、依那古村、比自岐村、神戶村、阿保村、上津村、種生村、矢持村共30個行政區劃。
此區域的行政區劃在經歷1950年代的昭和大合併後，這些行政區劃被整併為上野市、伊賀町、島原村、阿山町、大山田村、青山町六個行政區劃；1998年，位於伊賀北部的這六個行政區劃開始討論合併的可能性，2001年正式成立「伊賀地區市町村合併問題協議會」，2002年位於伊賀南部的名張市也一度加入協議會，但由於隔年二月名張市因為在公民投票中未能獲得同意因而退出，此後其餘六個行政區劃在完成相關程序後，於2004年合併為伊賀市。

## 交通
鐵路JR關西本線和近鐵大阪線分別自轄區的北部和南部以東西向通過，在兩者之間還有伊賀鐵道伊賀線以南北向將兩條路線連起，在伊賀線上還有由漫畫家松本零士所設計的忍者列車行駛。此外，在東北部還有JR草津線往北可前往甲賀市。
名阪國道也以東西向通過轄區北部，經由名阪國道往東可以接入東名阪自動車道前往名古屋市，往西可以接入西名阪自動車道前往大阪市；往東南方向的津市則可透過國道163號或是國道165號前往。

### 鐵路
- 西日本旅客鐵道
  - 關西本線：（←龜山市） - 柘植車站 - 新堂車站（日语：新堂駅） - 佐那具車站 - 伊賀上野車站 - 島原車站 - （南山城村→）
  - 草津線：柘植車站 - （甲賀市→）
- 近畿日本鐵道
  - 大阪線：（←名張市） - 伊賀神戶車站 - 青山町車站 - 伊賀上津車站 - 西青山車站 - （津市→）
- 伊賀鐵道
  - 伊賀線：伊賀上野車站 - 新居車站（日语：新居駅） - 西大手車站 - 上野市車站 - 廣小路車站 - 茅町車站 - 桑町車站 - 四十九車站 - 豬田道車站 - 市部車站 - 依那古車站 - 丸山車站 - 上林車站 - 比土車站 - 伊賀神戶車站

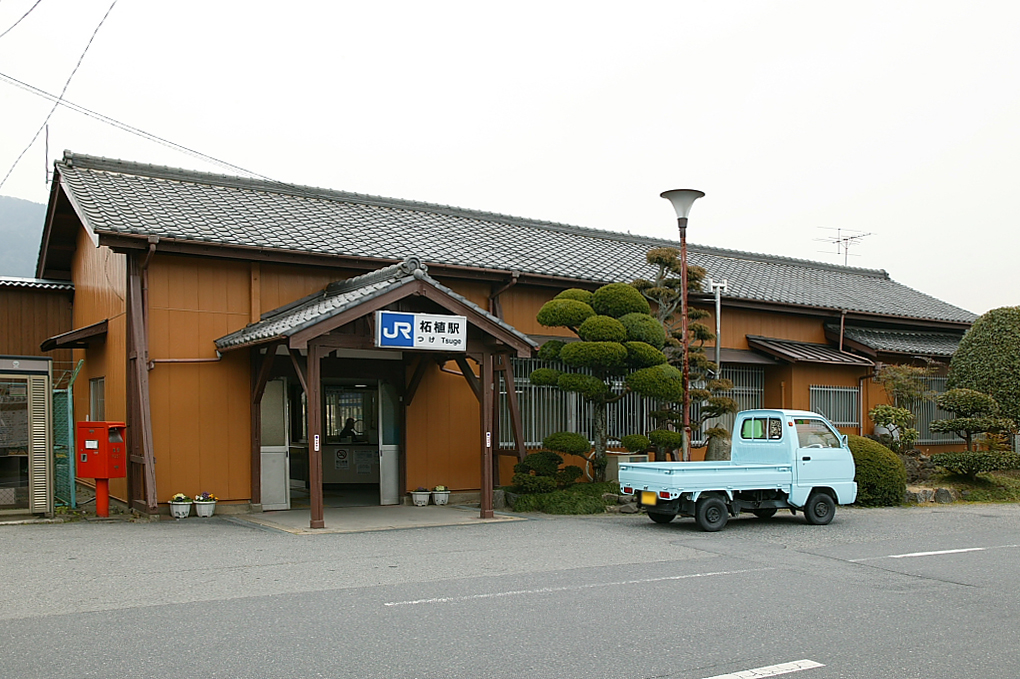
柘植車站
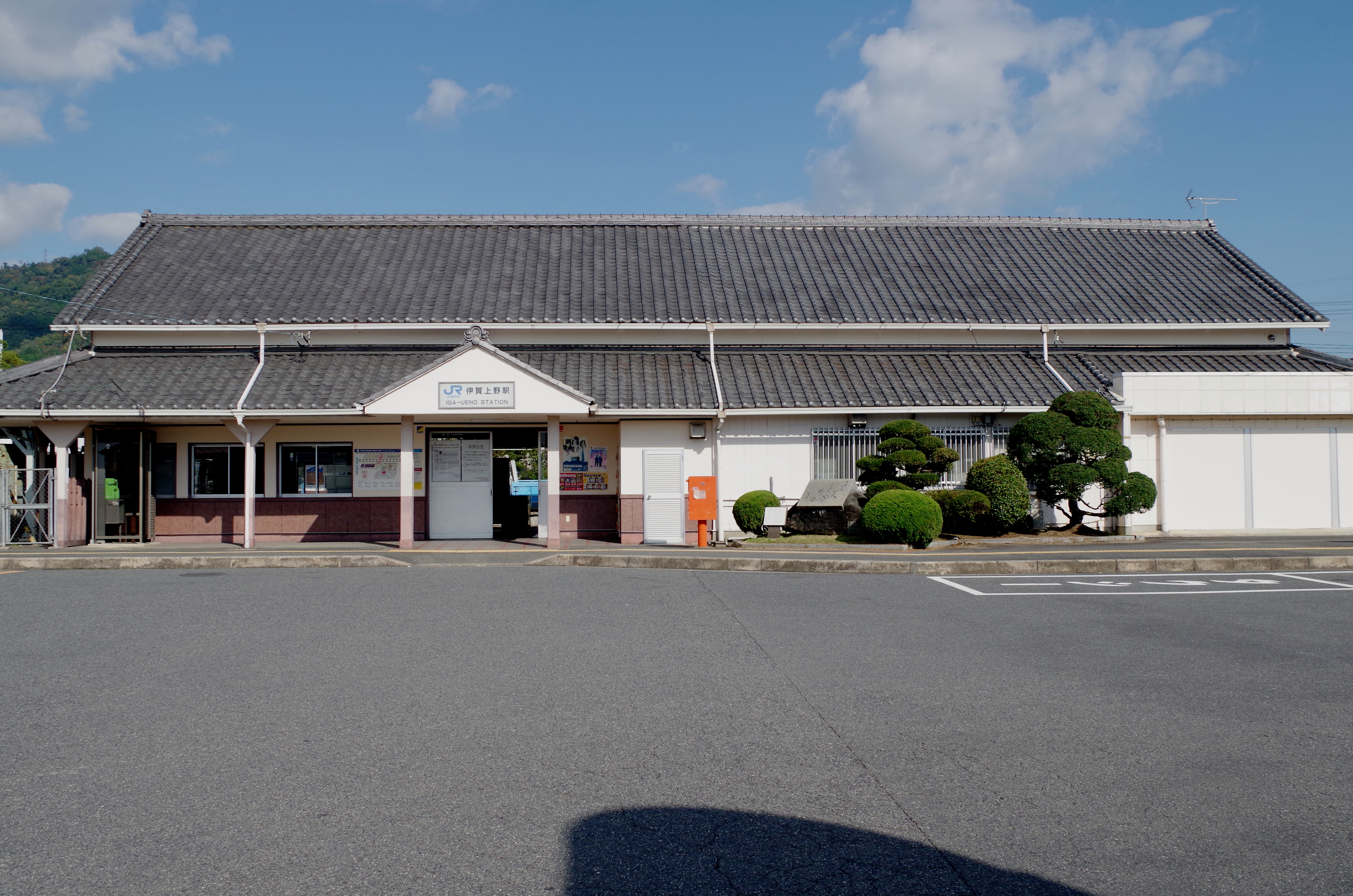
伊賀上野車站
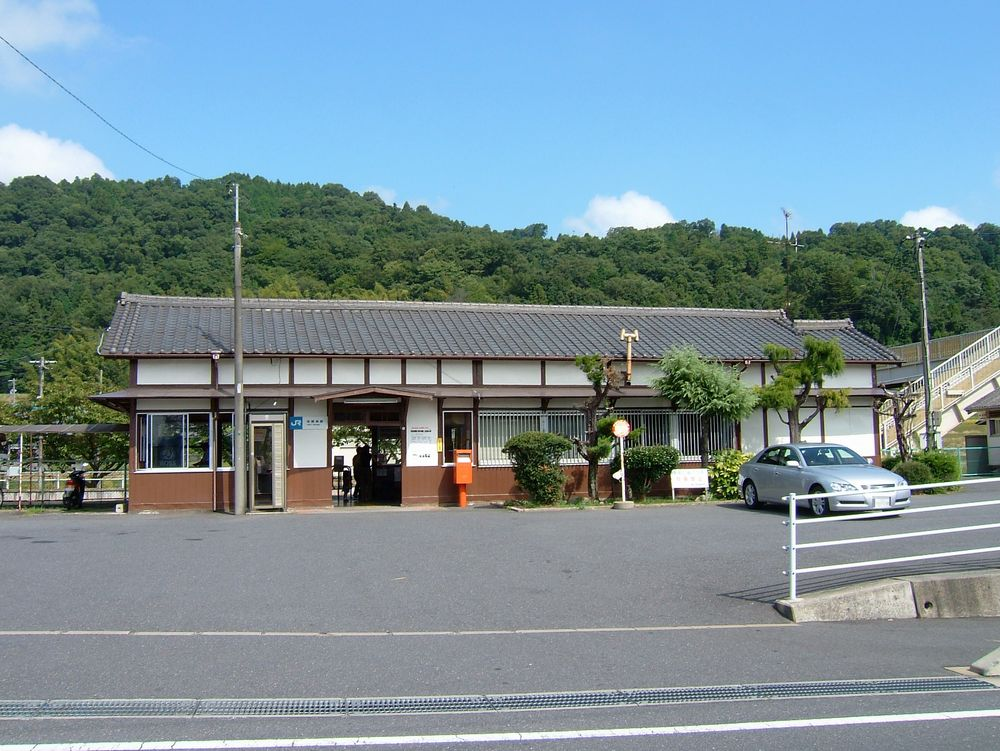
佐那具車站
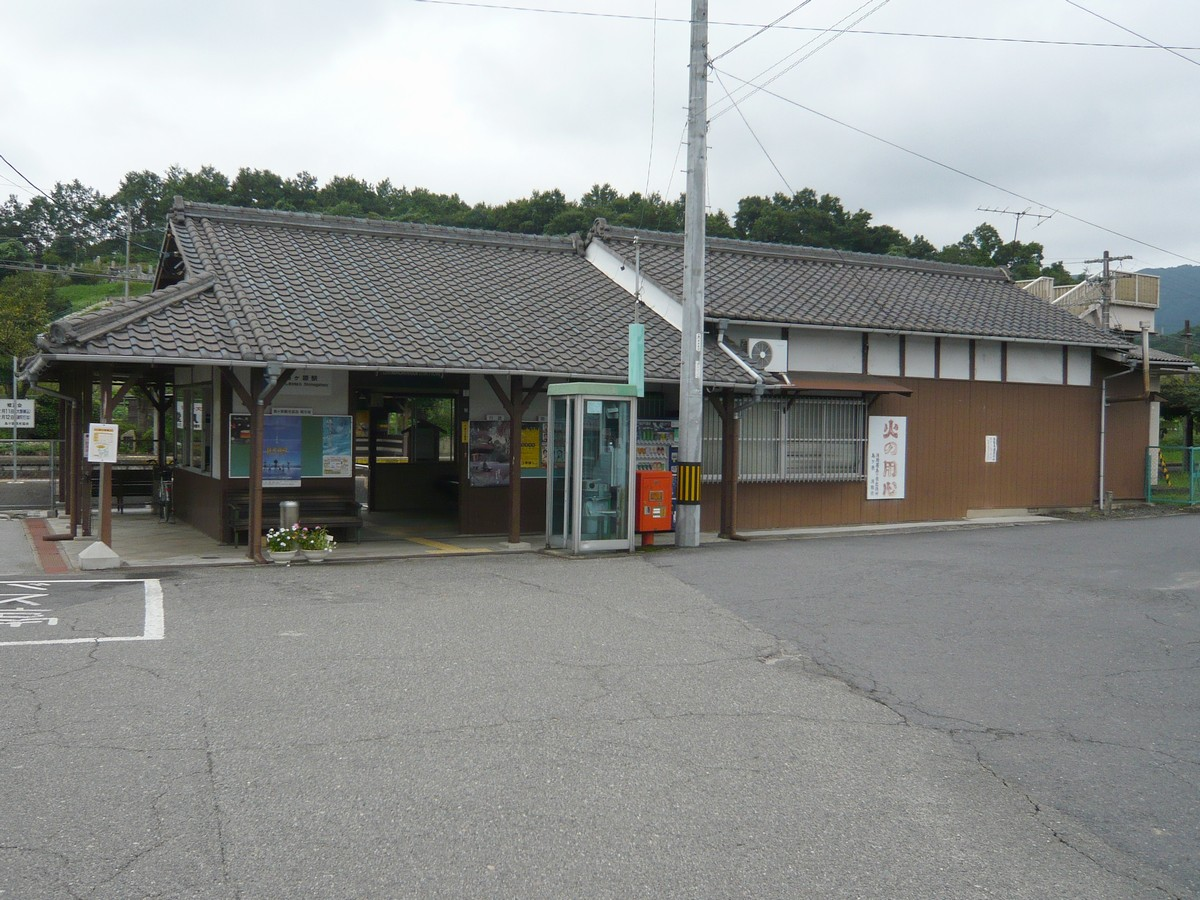
島原車站
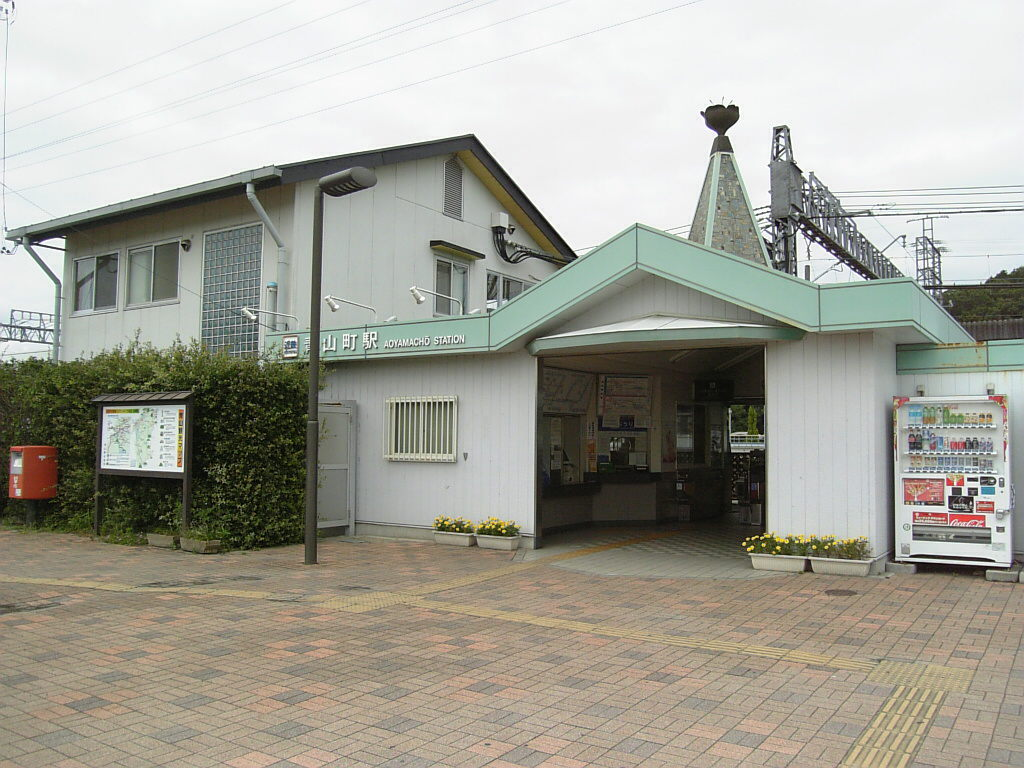
青山町車站
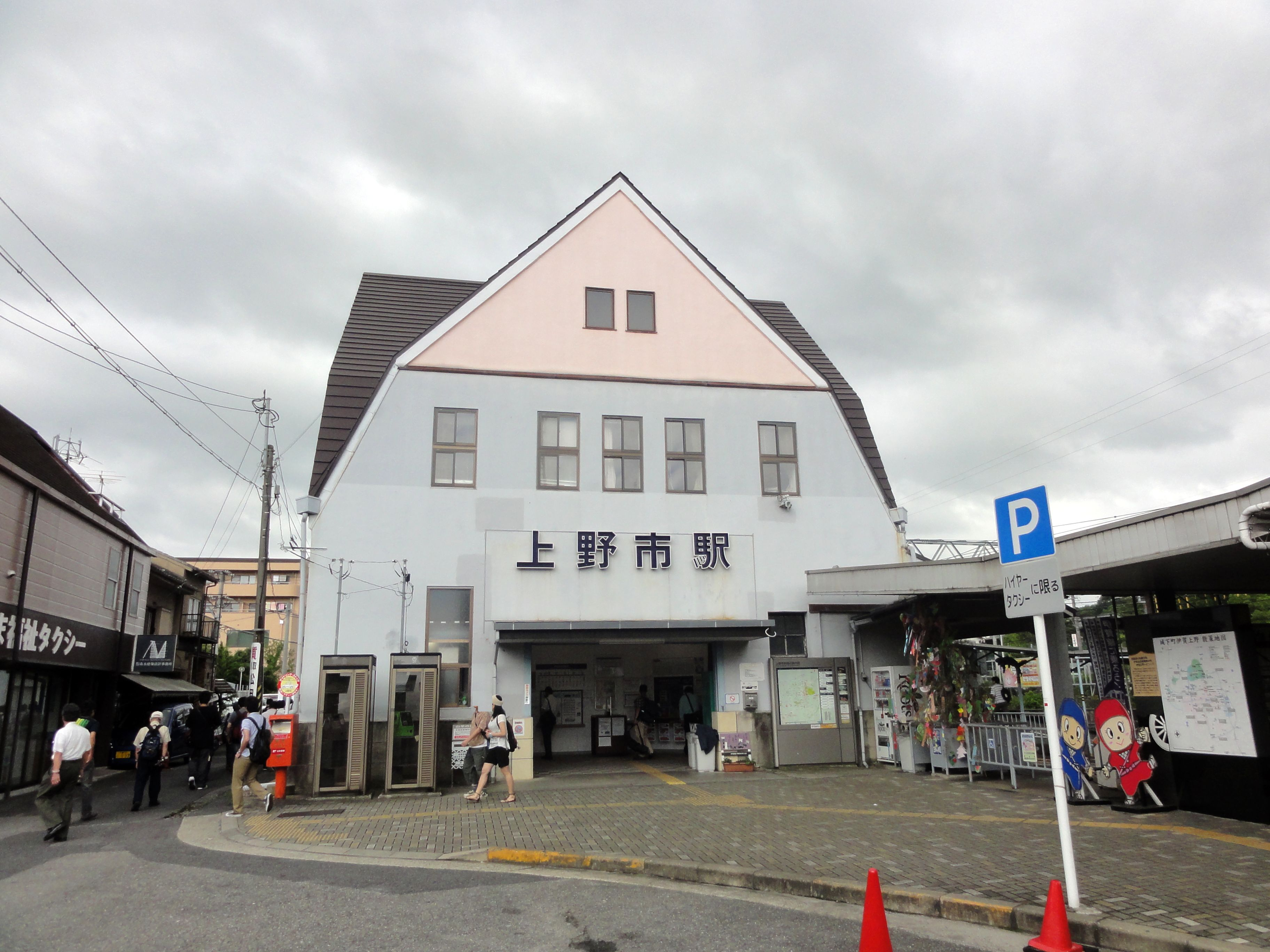
上野市車站
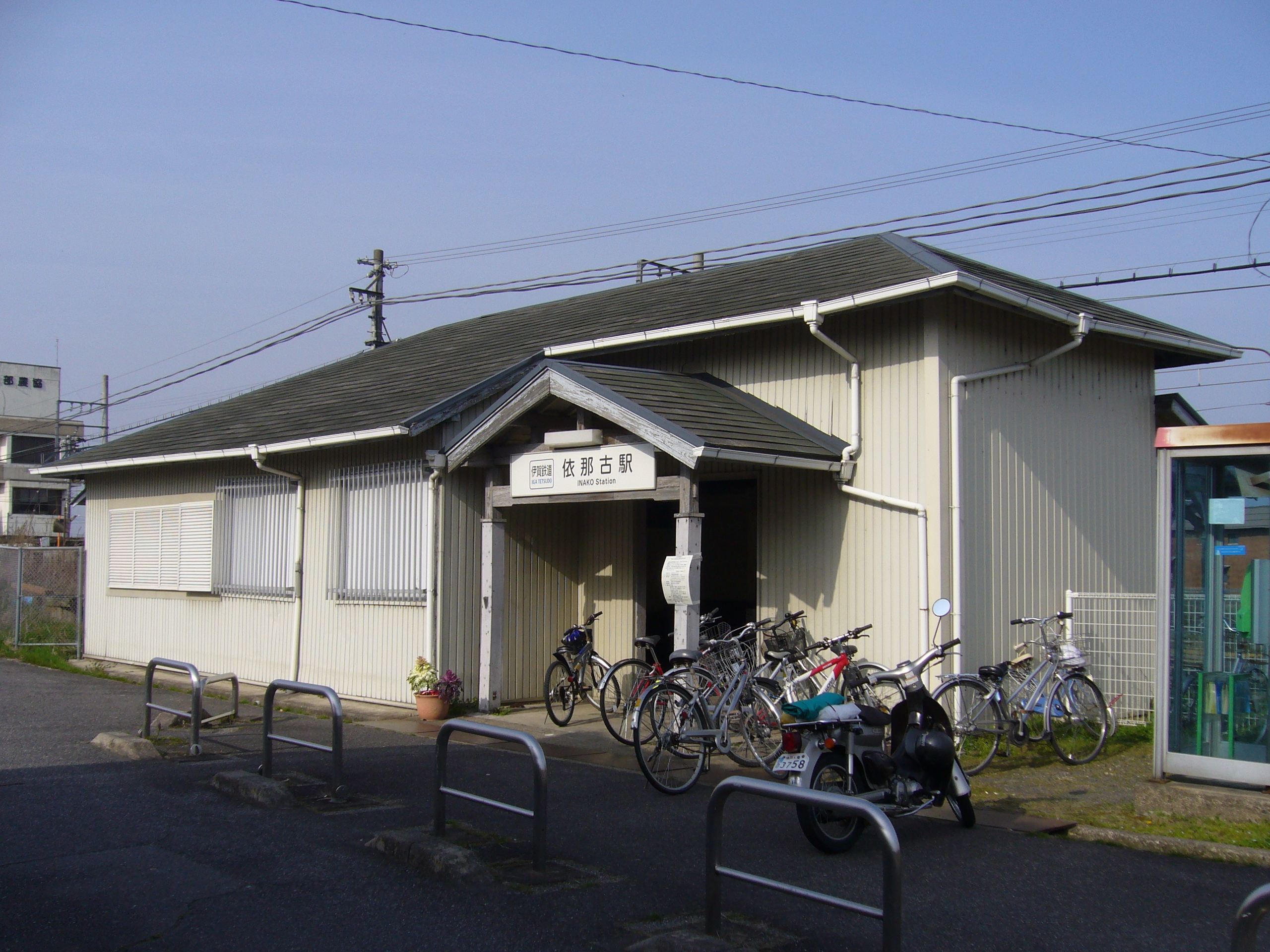
依那古車站
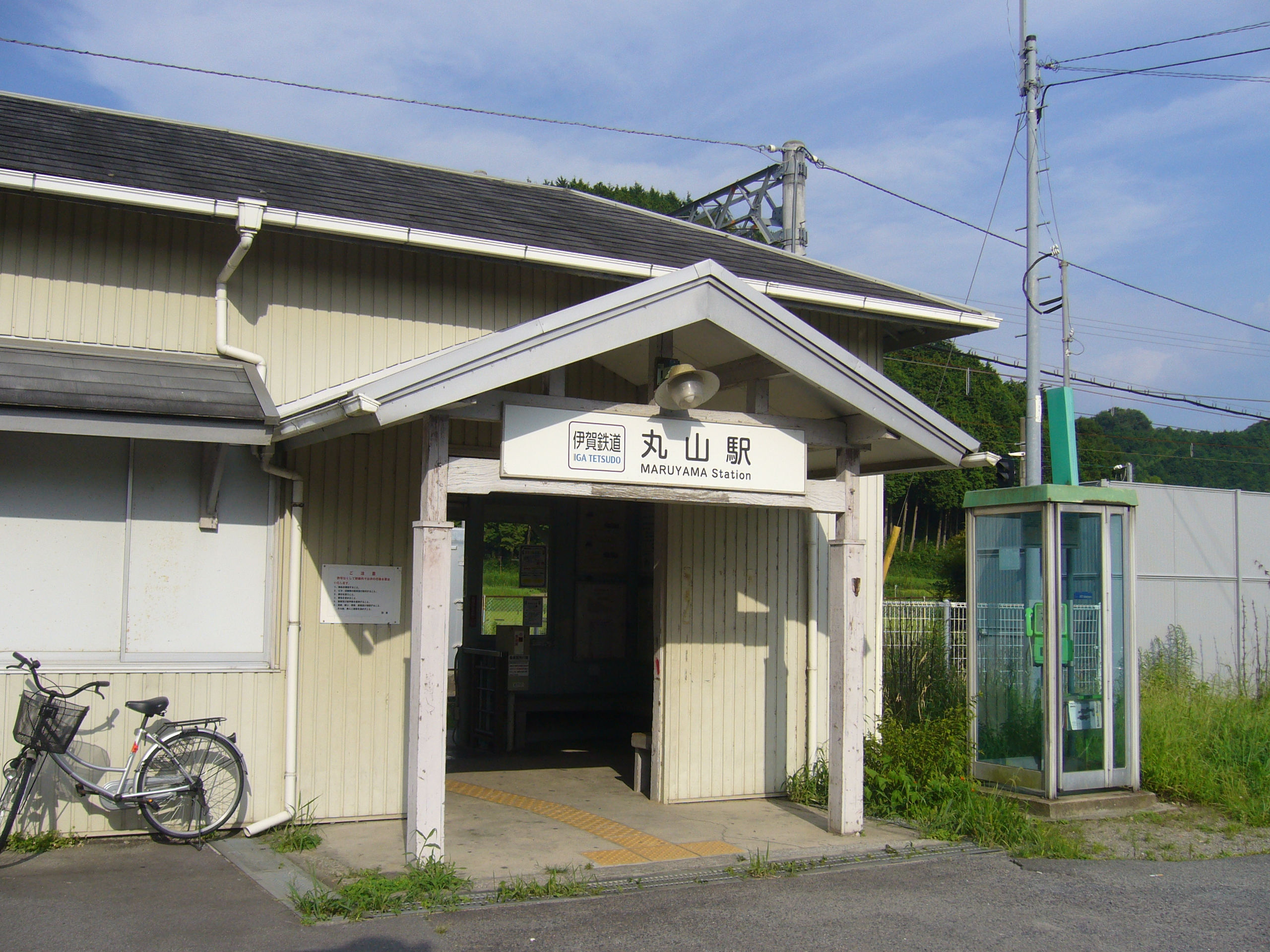
丸山車站

### 公路
高速公路

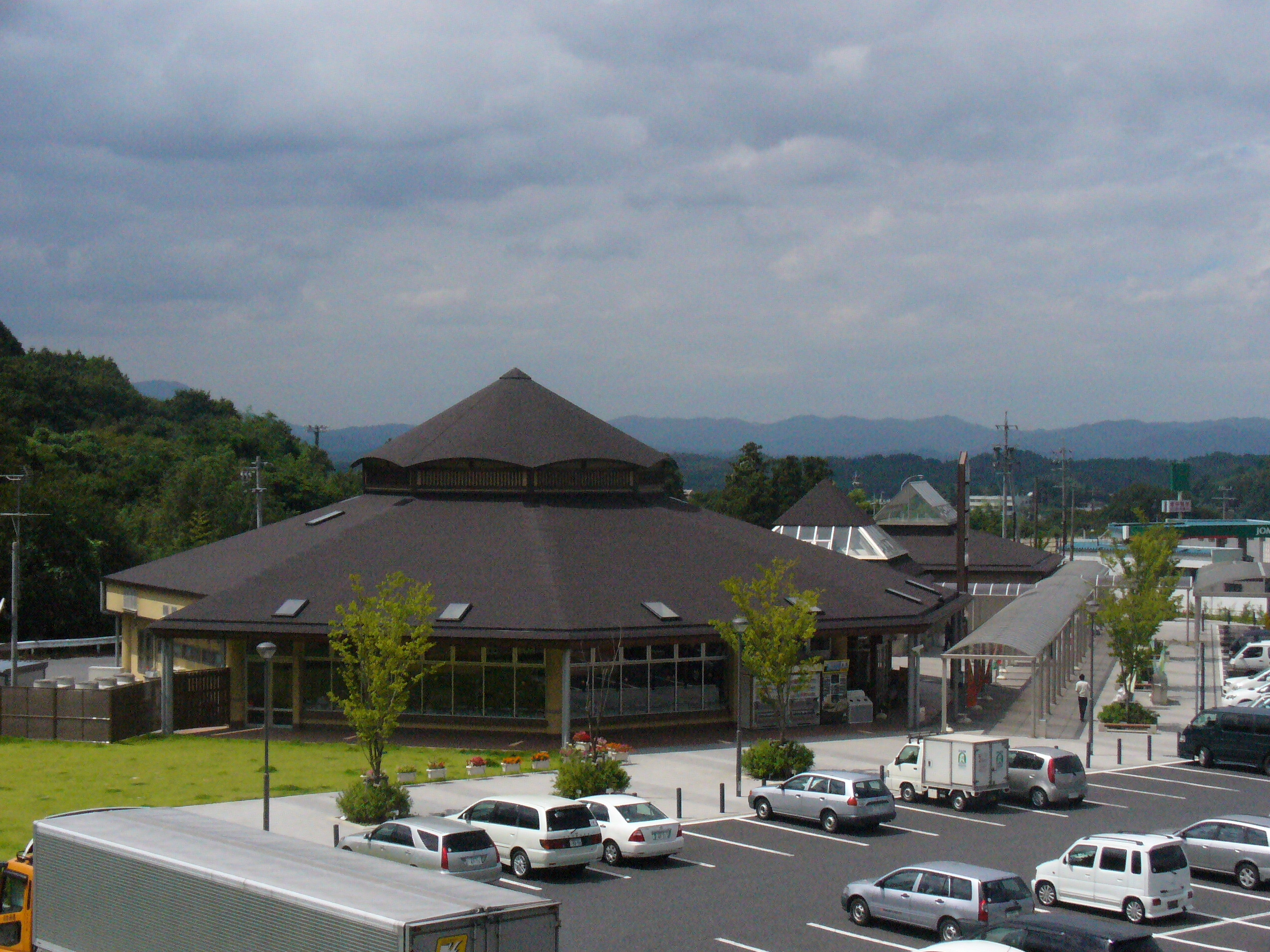
伊賀服務區

- 名阪國道：（龜山市） - 伊賀交流道 - 伊賀服務區 - 上柘植交流道 - 下柘植交流道（日语：下柘植インターチェンジ） - 御代交流道 - 壬生野交流道 - 伊賀一之宮交流道 - 中瀨交流道 - 友生交流道（日语：友生インターチェンジ） - 上野東交流道（日语：上野東インターチェンジ） - 上野交流道（日语：上野インターチェンジ） - 大內交流道（日语：大内インターチェンジ） - 伊賀上野服務區 - 白樫交流道（日语：白樫インターチェンジ） - 治田交流道 - （山添村）

## 觀光資源
過去由於位於京都、奈良前往伊勢的通道上，長期受到日本京城文化（包括飛鳥、奈良、京都）的影響，後來又成為前往伊勢神宮參拜的宿場町、藤堂氏的城下町，再加上過去曾發展出伊賀流忍者，以及17世紀著名俳諧師松尾芭蕉誕生於此。因此伊賀市內有包括上野城、伊賀流忍者博物館、芭蕉翁生家、芭蕉翁纪念馆、俳聖殿等許多歷史相關景點；但由於在16世紀發生的天正伊賀之亂曾嚴重破壞伊賀的各建築，因此16世紀前的歷史文物較少。
在東南部山區與津市之間的青山高原屬於室生赤目青山國定公園的範圍，為適合健行、騎車等戶外活動的地方，加上豐富的四季景觀，成為本地的主要觀光景點；此外在在2003年後興建了青山高原風力發電廠，大量的風車也成為高原上特殊的景觀。

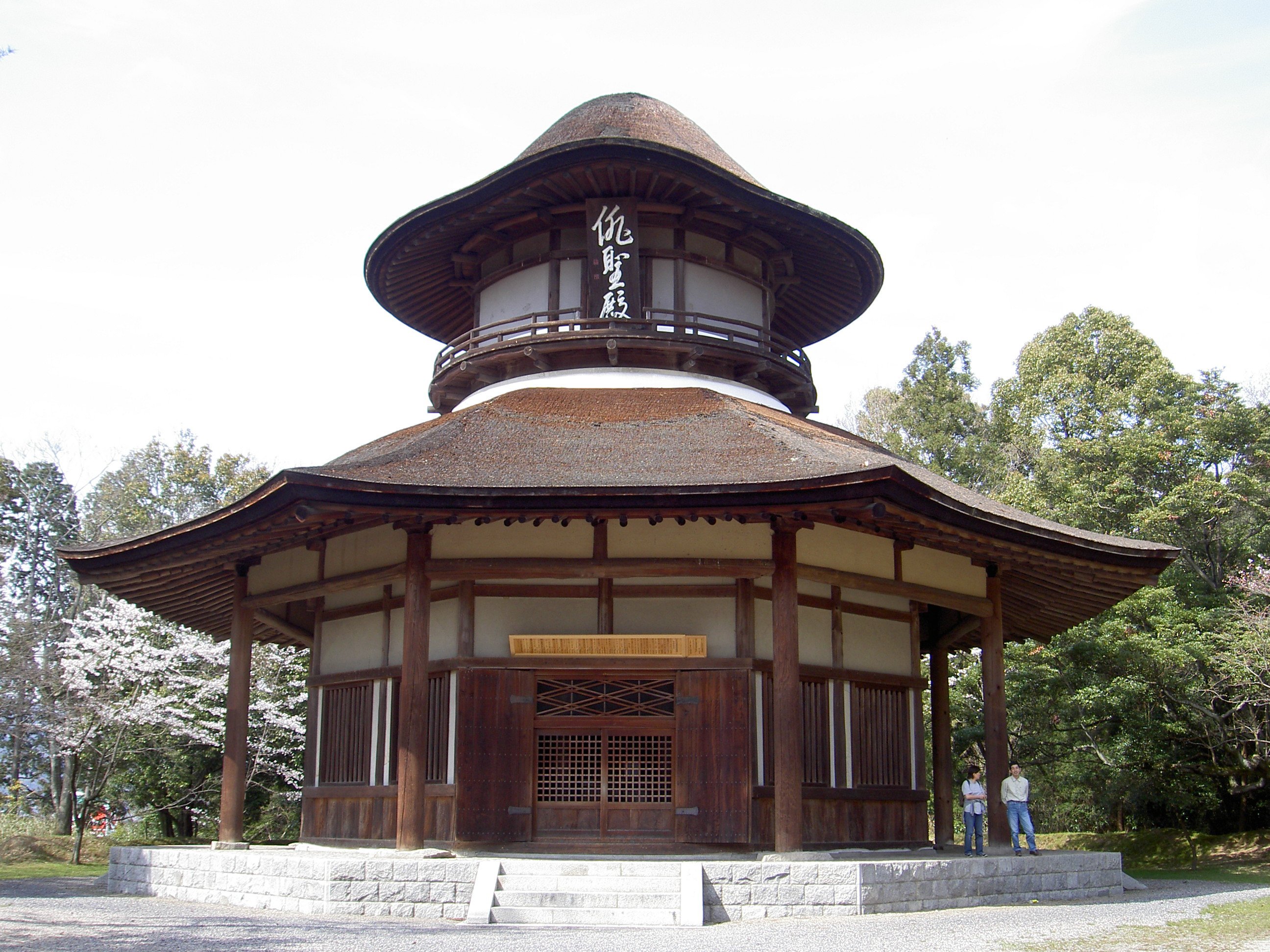
俳聖殿
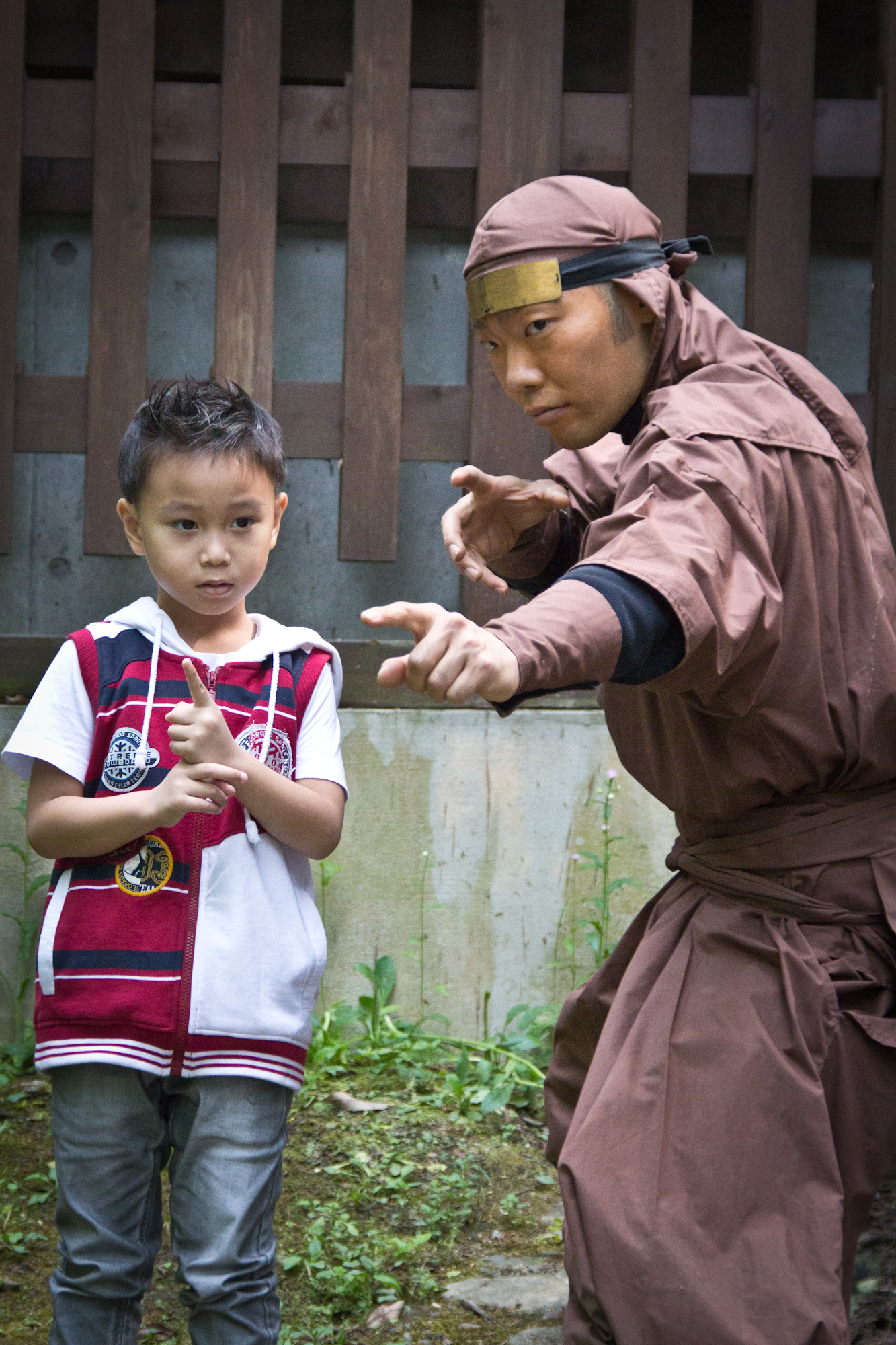
伊賀流忍者博物館內的忍者表演
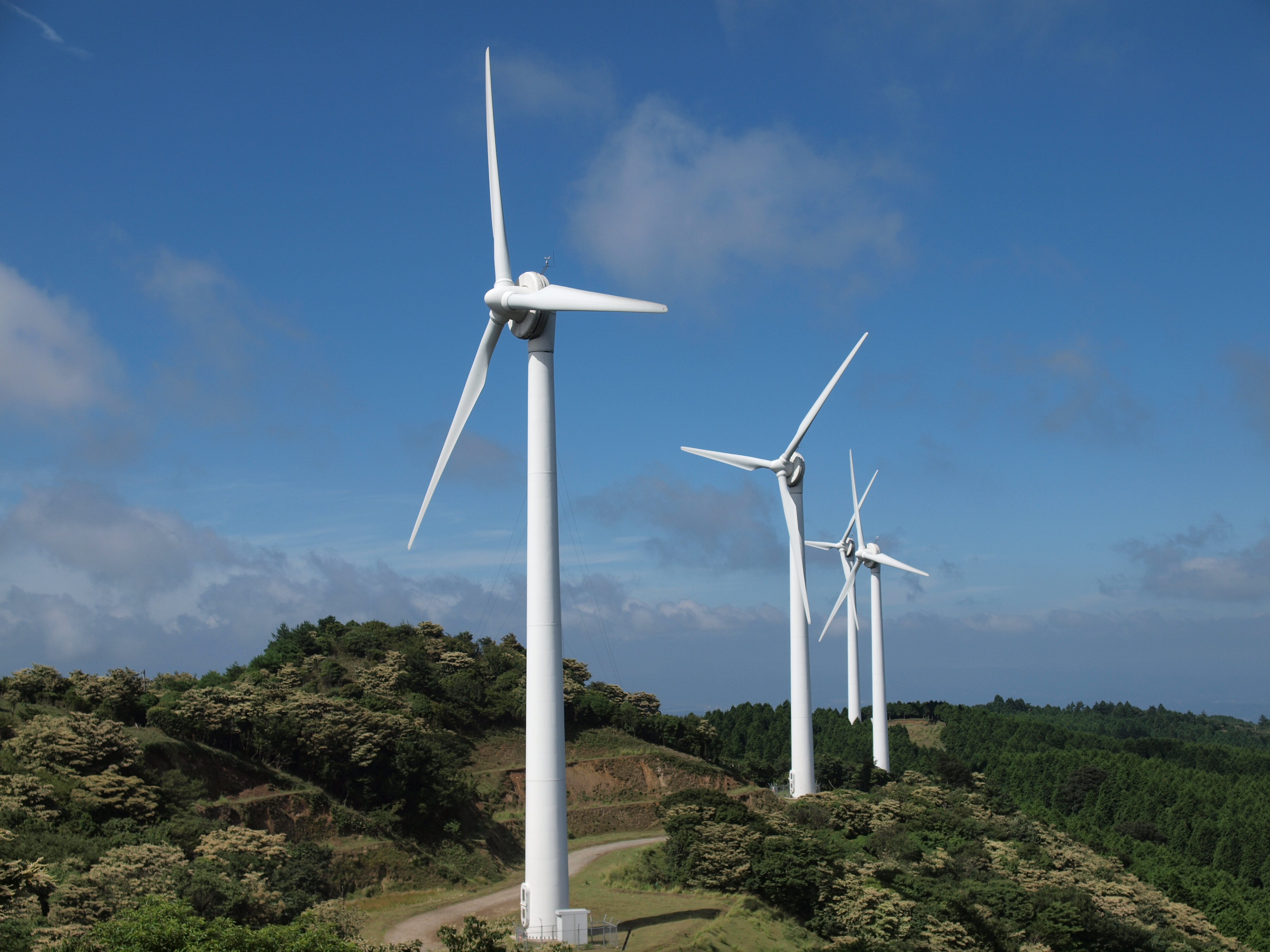
青山高原上的風車

## 姊妹、友好城市

### 日本
- 甲賀市（滋賀縣）
於2007年締結為姊妹城市。

### 海外
- 句容市（中國江蘇省鎮江市）
- 台東縣（台灣）
於2016年簽署合作備忘錄。

## 外部連結
- （日語） 伊賀市的Facebook專頁
- （日語） YouTube上的忍者市頻道頻道
- （繁體中文） 伊賀市官方觀光網站 （页面存档备份，存于）
- （简体中文） 伊賀市官方觀光網站 （页面存档备份，存于）
- OpenStreetMap上有關伊賀市的地理